# Kristine Pačkajeva
Kristine Pačkajeva (* 22. Mai 1983) ist eine ehemalige lettische Volleyballspielerin. Sie wurde Meisterin und Pokalsiegerin ihres Heimatlandes.

## Volleyball-Karriere
Im April 1999 belegte die damals Fünfzehnjährige mit der U18-Nationalmannschaft Lettlands den achten Platz bei der Europameisterschaft dieser Altersklasse. Eine Spielzeit später wurde sie bei der U20-EM mit ihrer Mannschaft Zwölfte. 2002 startete Kristine Pačkajeva mit Lana Sorokina bei den CEV-Beachvolleyballmeisterschaften der unter Zwanzigjährigen. In den folgenden fünf Jahren bestritt die Zuspielerin mit der Frauennationalmannschaft mehrere Qualifikationsspiele für die kontinentalen Meisterschaften. Ihr Verein Speks-R Riga wurde 2003 lettischer Meister und 2004 Vizemeister des nordosteuropäischen Staates. In der gleichen Saison nahm der Club am CEV Cup teil. Siebzehn Jahre später wurde die dann achtunddreißigjährige Pačkajeva noch einmal in der höchsten Klasse ihres Heimatlandes aktiv und erreichte mit VK Jelgava ihren zweiten Vizemeistertitel und wurde zum ersten Mal Pokalsiegerin. In der baltischen Liga reichte es noch zum fünften Rang.